# Saint-Guinoux
Saint-Guinoux (en bretó Sant-Gwênoù) és un municipi francès, situat a la regió de Bretanya, al departament d'Ille i Vilaine. L'any 2006 tenia 884 habitants.

## Demografia
| 1962                                       | 1968 | 1975 | 1982 | 1990 | 1999 |
| ------------------------------------------ | ---- | ---- | ---- | ---- | ---- |
| 483                                        | 519  | 636  | 697  | 736  | 733  |
| Des de 1962: població sense dobles comptes |      |      |      |      |      |

## Administració
| Període   | Identitat        | Partit |
| --------- | ---------------- | ------ |
| 2001-2008 | Auguste Bachelot |        |
| 2008-     | Pascal Simon     |        |